# Kaarle Ojanen
Kaarle Sakari Ojanen (* 4. Dezember 1918 in Helsinki; † 9. Januar 2009 ebenda) war ein finnischer Schachspieler. Er galt als der führende finnische Spieler in der Zeit nach Eero Böök und vor Heikki Westerinen. Zu seinen bekanntesten Partien gehört ein Sieg über den russischen Großmeister Paul Keres, bei dem er sich gegen die Moderne Benoni-Verteidigung seines Gegners in musterhafter Weise (Zentrumsdurchbruch) durchsetzte.
Im Jahr 1952 verlieh die FIDE Ojanen den Titel Internationaler Meister (IM); 1981 errang er den Titel eines Internationalen Fernschachmeisters.
Zwischen 1950 und 1983 nahm er insgesamt 18-mal an den finnischen Schach-Meisterschaften teil, die er 13-mal gewinnen konnte (1950, 1951, 1952, 1953, 1957, 1958, 1959, 1960, 1961, 1962, 1967, 1972 und 1983).
Ojanen vertrat Finnland bei elf Schacholympiaden: 1937, 1950, 1952, 1956, 1958, 1960, 1962, 1966, 1968, 1970 sowie 1972, davon am ersten Brett von 1956 bis 1966 sowie am zweiten Brett in den Jahren 1968, 1970 und 1972 (erstes Brett damals: Heikki Westerinen); dabei erreichte er insgesamt 94 von 162 Punkten. Bei der Schacholympiade 1966 erhielt Ojanen in Havanna für sein Ergebnis am ersten Brett eine individuelle Bronzemedaille. Er nahm außerdem an der inoffiziellen Schacholympiade 1936 in München teil. Mit Gambiiti Helsinki wurde er, am Spitzenbrett spielend, in den Saisons 1975/76 sowie 1980/81 finnischer Mannschaftsmeister und nahm am European Club Cup 1979 teil.
Auf internationaler Ebene erzielte er seine größten Erfolge mit einem vierten Platz beim Turnier in Oslo 1939, einem dritten Platz (unter zehn Spielern) in Helsinki 1946 sowie einem 17. Platz beim Turnier in Trenčianske Teplice 1949. Ebenfalls im Fernschach war er bei internationalen Turnieren erfolgreich. Beim Eino Heilimo Gedenkturnier II (1978–1982), das Duncan Suttles gewann, wurde er geteilter Dritter. Unter den 17 Teilnehmern waren Juliane Hund (8 Punkte) und der frühere Fernschach-Vizeweltmeister Lūcijs Endzelīns (6 Punkte).